# 1985 w grach komputerowych

Artykuł opisuje ważne wydarzenia w 1985 roku w branży gier komputerowych. Zobacz też: historia gier komputerowych.

## Wydarzenia
- 20 października - wydanie konsoli Sega Master System w Japonii

## Wydane Gry
- 29 maja - Gradius
- 13 września - Super Mario Bros.
- 16 października - Duck Hunt
- dokładna data wydania nieznana - King’s Quest II: Romancing the Throne
- dokładna data wydania nieznana - Dynamite Dan